# Melitaea ambigua
Melitaea ambigua är en fjärilsart som beskrevs av Ménétriés 1859. Melitaea ambigua ingår i släktet Melitaea och familjen praktfjärilar. Inga underarter finns listade i Catalogue of Life.